# Hernádkak
Hernádkak község Borsod-Abaúj-Zemplén vármegyében, a Miskolci járásban.

## Fekvése
A 37-es főút mellett, Miskolctól kb. 15 kilométerre keletre fekszik, a Hernád bal partján, Gesztely és Hernádnémeti közvetlen szomszédságában; mindkettővel a 3607-es út köti össze. Különálló településrésze a Hernád túlpartján fekvő Belegrád, mely a 37-es főút felől a 37 103-as számú mellékúton érhető el.
A környező települések közül Gesztely 1, Hernádnémeti 4, Bőcs 8 kilométerre található, a legközelebbi város a 12 kilométerre fekvő Felsőzsolca.

## Története
A környék már a honfoglalás előtt is lakott volt, a magyarok pedig már a honfoglaláskor megtelepedtek itt. A tatárjárás során elpusztult, de 1302-ben már zárdája is állt. A zárda romjai ma is láthatóak.
A török hódoltság idején a falu ismét elpusztult. 1750-ben földesura cseheket telepített be.
1840-ben itt dolgozott házitanítóként Tompa Mihály költő, akkori verseit is nagyrészt a községben írta.
1950-ig a település Gesztelyhez tartozott, rövid önállóság után Hernádnémetihez került, 1990 óta ismét önálló.

## Közélete

### Polgármesterei
- 1990–1994: Juhász Sándor (független)[3]
- 1994–1998: Juhász Sándor (független)[4]
- 1998–2002: Juhász Sándor (független)[5]
- 2002–2006: Juhász Sándor (független)[6]
- 2006–2010: Hajdu János (független)[7]
- 2010–2014: Hajdu János (független)[8]
- 2014–2019: Hajdu János (független)[9]
- 2019–2024: Tirk Tamás (Összefogással Hernádkakért Kulturális Egyesület)[10]
- 2024– : Tirk Tamás (független)[1]

## Népesség
A település népességének változása:
| Lakosok száma | 1689 | 1675 | 1664 | 1597 | 1540 | 1558 | 1523 |
|               | 2013 | 2014 | 2015 | 2021 | 2022 | 2023 | 2024 |

2001-ben a település lakosságának 87%-a magyar, 13%-a cigány nemzetiségűnek vallotta magát.
A 2011-es népszámlálás során a lakosok 94,4%-a magyarnak, 0,2% bolgárnak, 19,4% cigánynak, 0,3% románnak mondta magát (5,6% nem válaszolt; a kettős identitások miatt a végösszeg nagyobb lehet 100%-nál). A vallási megoszlás a következő volt: római katolikus 42%, református 25,9%, görögkatolikus 2%, felekezeten kívüli 12,2% (16,3% nem válaszolt).
2022-ben a lakosság 92,1%-a vallotta magát magyarnak, 1,3% cigánynak, 0,3% németnek, 0,2% ukránnak, 0,2% szerbnek, 0,2% görögnek, 0,2% románnak, 2,3% egyéb, nem hazai nemzetiségűnek (7,9% nem nyilatkozott; a kettős identitások miatt a végösszeg nagyobb lehet 100%-nál). Vallásuk szerint 24,7% volt római katolikus, 21,6% református, 3,5% görög katolikus, 0,6% egyéb keresztény, 0,1% evangélikus, 12,1% felekezeten kívüli (36,4% nem válaszolt).

## Látnivalók
- Református templom. 1938-ban épült, 2002-ben felújították.
- Római katolikus templom. 2001-ben épült.
- Emlékoszlopok (honfoglalási, világháborús)
- Vidám Páva - Tompa Mihály Kultúrkert és Alkotóház
- Sellő Horgásztó[14]
- Borsodi Vágta

## Ismert személyek
- Itt született Huszár István (1927–2010) magyar közgazdász, statisztikus, szakpolitikus.